# Hydra oligactis
Hydra oligactis är en nässeldjursart som beskrevs av Peter Simon Pallas 1766. I den svenska databasen Dyntaxa används istället namnet Pelmatohydra oligactis. Enligt Catalogue of Life ingår Hydra oligactis i släktet Hydra och familjen Hydridae, men enligt Dyntaxa är tillhörigheten istället släktet Pelmatohydra och familjen Hydridae. Arten är reproducerande i Sverige. Inga underarter finns listade i Catalogue of Life.

## Bildgalleri

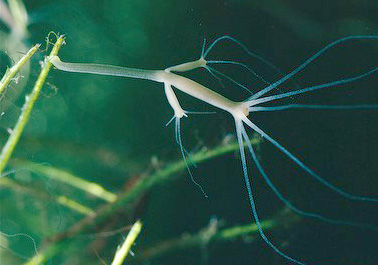